# Novi fosili
Novi Fosili (v srbské cyrilici Нови фосили) je chorvatská hudební skupina, která byla velmi populární během existence Jugoslávie.

## Dějiny
Skupina vznikla v Záhřebu v roce 1969. Jejich první úspěch byl v roce 1976, kdy se zúčastnili festivalu "Festival zabavne glazba Split", kde sklidili úspěch s jejich písní Diridonda. Tato píseň se stala obrovským hitem, a byla přeložena do několika jazyků, například do polštiny, finštiny, ale i do slovenštiny, kde se ve verzi od Heleny Vrtichové stala téměř slavnější, než doma v Jugoslávii.

## Diskografie

### Alba
- 1974 – Novi fosili
- 1978 – Da te ne volim
- 1980 – Nedovršene priče
- 1981 – Budi uvijek blizu
- 1981 – Hitovi sa singl ploča (kompilace)
- 1982 – Za djecu i odrasle
- 1983 – Volim te od 9 do 2 (i drugi veliki hitovi) (kompilace)
- 1983 – Poslije svega
- 1985 – Tvoje i moje godine
- 1986 – Za dobra stara vremena
- 1987 – Poziv na ples (kompilace)
- 1987 – Dijete sreće
- 1988 – Nebeske kočije
- 1989 – Obriši suze, generacijo
- 1990 – Djeca ljubavi
- 1993 – Najbolje godine (kompilace)
- 1995 – Druge godine
- 1996 – Bijele suze padaju na grad
- 1998 – Pričaj mi o ljubavi
- 1998 – Ljubav koja nema kraj vol. 1 (kompilace)
- 1998 – Ljubav koja nema kraj vol. 2 (kompilace)
- 1999 – Jesen
- 2005 – Za dobra stara vremena 2005 (kompilace)
- 2006 – The Platinum Collection Novi fosili
- 2010 – Love collection (najbolje ljubavne pjesme)
- 2011 – Uvijek blizu – boxset od 4 CD-a (najbolje od Fosila 1969.-1999.)
- 2013 – Live!